# اسای مورالس
اسای مورالس (انگلیسی: Esai Morales؛ زادهٔ ۱ اکتبر ۱۹۶۲) یک هنرپیشه اهل ایالات متحده آمریکا است.
از فیلم‌ها یا برنامه‌های تلویزیونی که وی در آن نقش داشته است می‌توان به ملت غذای آماده، خانواده من، راپا نوئی، اکنون در ارتش، خط، ناپدید شدن گارسیا لورسا، سگ‌های شکاری برادوی، مأموریت: غیرممکن – روزشمار مرگ قسمت اول، مأموریت: غیرممکن – روزشمار مرگ قسمت دوم، تانگو برهنه، کت و شلوار بستنی شگفت‌انگیز، قطار اتمی، باکره آمریکایی، انجامش نده و اطلس شورید: قسمت دوم اشاره کرد.